# Going!
「Going!」（ゴーイング!）は、日本の男性アイドルグループ・KAT-TUNの12枚目のシングル。2010年5月12日にJ-One Recordsから発売された。

## 概要
「Love yourself 〜君が嫌いな君が好き〜」以来の約3か月ぶりのシングル。
表題曲は亀梨和也が出演している日本テレビ系『Going!Sports&News』の初代テーマソング。
本作の発売時期周辺からソロ活動のためにロサンゼルスへ渡り、発売後の同年7月にグループからの脱退を表明した赤西仁はレコーディングに参加していない。
初回限定盤2には田中聖と中丸雄一のソロ曲がそれぞれ収録されている。

## 収録曲

### CD

#### 通常盤
1. Going!
作詞：ECO、Rap詞：J∅KER、作曲：Shusui / Sakoshin、編曲：Taku Yoshioka
  - 日本テレビ系『Going!Sports&News』テーマソング
2. FALL DOWN
作詞：Sean-D、Rap詞：J∅KER、作曲：Steven Lee、編曲：Steven Lee / Black Zack
3. Going!（オリジナル･カラオケ）
4. FALL DOWN（オリジナル･カラオケ）

#### 初回限定盤1
1. Going!
2. SMILE
作詞：Takehiko Iida / SPIN、作曲：Takehiko Iida、編曲：ha-j

#### 初回限定盤2
1. Going!
2. I DON'T MISS U - 田中聖
作詞：J∅KER / Axel-G 作曲・編曲：Alfred Tuohey / Thanh Bui / Wayne Milton
3. Answer - 中丸雄一
作詞：Yuichi Nakamaru / t-oga 作曲・編曲：Yoshinao Mikami

### DVD
※初回限定盤1のみ
1. Going!（ビデオ・クリップ＋メイキング）

## チャート成績
初週で23.0万枚を記録し、2010年5月24日付オリコン週間シングルランキングにて1位を獲得。本作の首位獲得によりデビュー作『Real Face』から12作連続の首位となり、同じくジャニーズ事務所所属のNEWSと並ぶ歴代2位タイの記録となった。